# Polymoog

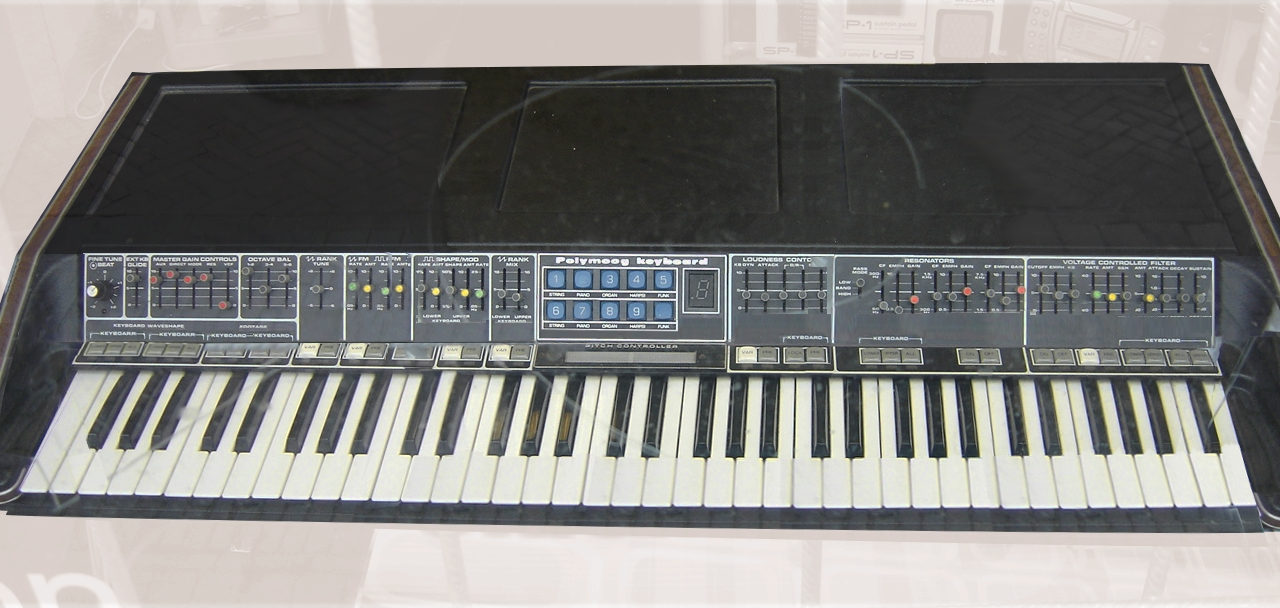
De Polymoog 203a synthesizer.

De Polymoog is een polyfone synthesizer die werd geproduceerd door Moog van 1975 tot 1980. De klankopwekking is gebaseerd op een frequentiedeler, vergelijkbaar met elektronische orgels uit die tijd.
Dit instrument bevat voorgeprogrammeerde geluiden zoals die van een piano of een viool. Deze geluiden zijn aanpasbaar, maar kunnen niet worden opgeslagen in een geheugen.